# John Scott (galopptränare)
John Scott, född 8 november 1794, död 4 oktober 1871, var en ledande galopptränare inom brittisk galoppsport under 1800-talet. Han var känd som "The Wizard of the North", och var bror till den framgångsrika jockeyn William Scott.

## Biografi
John Scott var son till en före detta jockey och galopptränare. John föddes den 8 november 1794 i Chippenham, Cambridgeshire. Även om John var aktiv som jockey då han var ung, och tog sin första seger vid 13 års ålder, gick han senare upp för mycket i vikt för att fortsätta rida och blev istället tränare. Scott började sin tränarkarriär tillsammans med sin far, men anställdes 1814 av James Croft i Middleham som privattränare. Scott var sedan privattränare åt en Mr. Houldsworth i 8 år innan han gick vidare för att träna åt Edward Petre i Stapleton Park nära Darrington.
1825 köpte Scott Whitewall Stables i Malton, som hade plats för 100 hästar. Detta förblev hans hem ända till hans död. Under många år flyttade Scott sin verksamhet under sommarmånaderna från Whitewall till en liten tävlingsbana utanför Doncaster som heter Pigburn. Detta berodde på att hans lokala träningsbana blev för tung för hästarna att galoppera på under torra perioder.
Scott tog sin första seger i St Leger Stakes 1822 med Theodore medan han tränade för Petre. Detta var den första av 16 St Leger -vinster, 8 Oaks -vinster och 5 Epsom Derby -vinster. 6 av hans St Leger -vinster var med hans bror Bill som jockey, men 1844 skiljde sig bröderna och Frank Butler blev den främsta jockeyen för John Scott och vann 10 klassiska löpningar för Scott.
Under sin träningskarriär vann John Scott 40 st klassiska löpningar i Storbritannien och blev 1853 den första tränaren som vann en Engelsk Triple Crown när hingsten, West Australian segrade i 2000 Guineas, Epsom Derby och St. Leger Stakes. Hans 40 segrar i klassiska löpningar förblev ett rekord tills det tangerades av Aidan O'Brien i Epsom Oaks 2021.